# جويس ماركوس
جويس ماركوس (بالإنجليزية: Joyce Marcus)‏ هي عالمة الإنسان أمريكية، ولدت في 1948.